# 輪島朝市

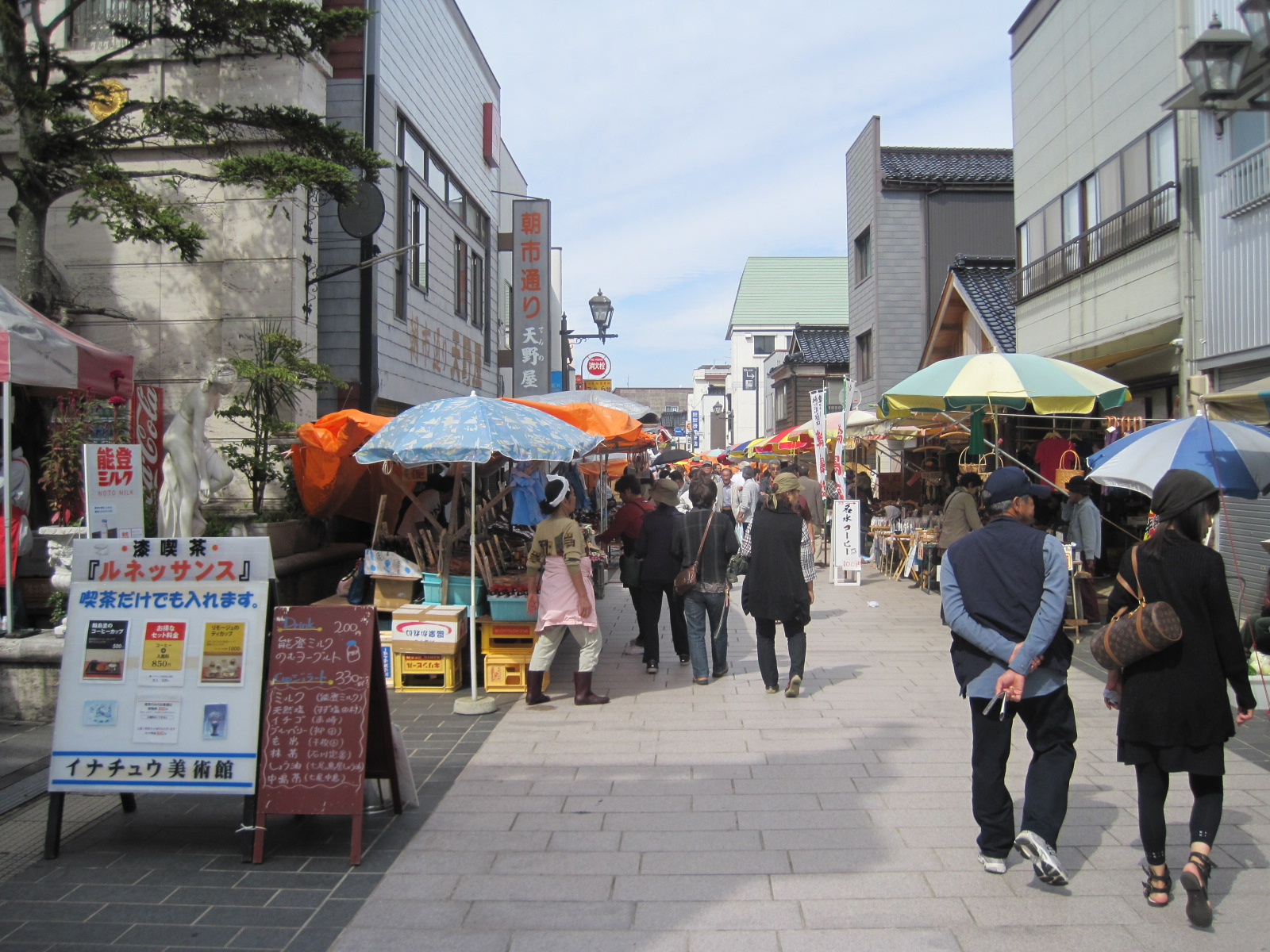
輪島朝市（2010年）

輪島朝市（わじまあさいち）は、石川県輪島市朝市通りで開かれる朝市。千葉県勝浦市の勝浦朝市、岐阜県高山市の宮川朝市と並ぶ、日本三大朝市の一つである。
2024年（令和6年）1月1日に発生した能登半島地震後の大規模火災で開催場所が失われ、市内で再開が模索されているほか、石川県外を含めて各地で出張輪島朝市が開催されている。

## 概要
「朝市通り」と呼ばれる通りのうち約360メートルを利用して開催されてきた朝市で、沿道に店舗を構える本町商店街と共存する珍しい道路の活用形態をとってきた。毎朝8時（第2水曜日と第4水曜日、正月三が日を除く）から海産物や野菜、輪島塗をはじめとした民芸品を扱う多くの露店が立ち並んだ。
しかし、2024年（令和）1月1日の能登半島地震後の大規模火災で開催場所が失われた。
営業再開については、朝市通りや別の路上で営業を再開する案のほか、朝市通り周辺の再整備には長期間かかる見通しであることから輪島港近くの市有地に大型テントを設営して移転開催する案が出ている。
一方、震災後、「出張輪島朝市」を全国各地で開催している。各催事ごとの今後の出店者は「出張輪島朝市」公式サイトの「イベント情報」から確認できる。
輪島市朝市組合によると、2025年（令和7年）6月時点、ヤスサキ運営のワイプラザ輪島内で31店40人、石川県金沢市など輪島市外で10人以上が出張朝市として出店しているものの、営業を再開できていない露店主も多い。

## 歴史
平安時代から続く朝市で、神社の祭礼日などに生産物を持ち寄って、物々交換し合っていたのが始まりといわれている。室町時代には毎月4と9の付く日に開催されるようになり、明治時代に毎日開催されるようになって現在に至る。

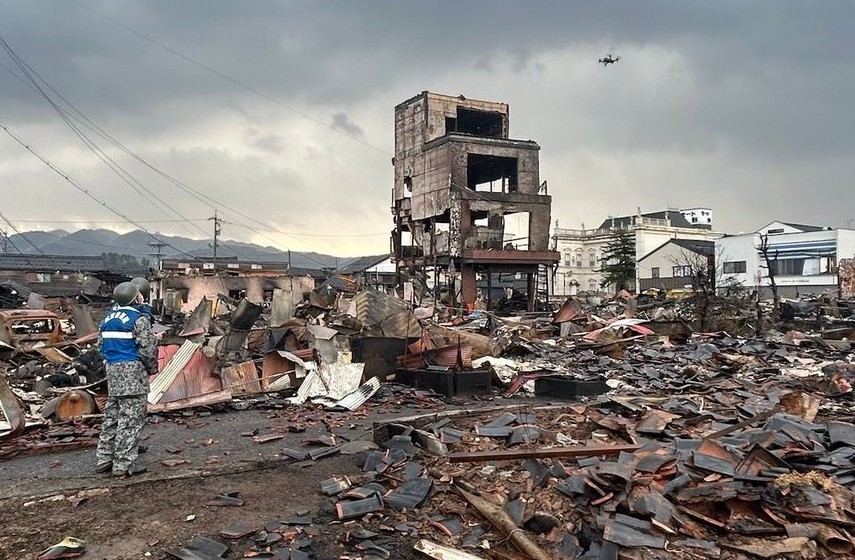
能登半島地震により焼失した輪島朝市（2024年）

1961年（昭和36年）、輪島市が松本清張の小説を原作にした映画『ゼロの焦点』のロケ地となり、同映画がヒットすると多くの観光客が訪れるようになった、この頃から朝市の客層は地元住民に観光客も加わり始め観光名所化していく。1980年（昭和55年）のビーク時の訪問者数は約270万人を記録した。その後、観光客は落ち込みを見せたが、2015年（平成27年）にNHKの連続テレビ小説『まれ』の舞台として再び脚光を浴びると、海外からのインバウンド需要もあり、年間50万-80万人ほど観光客が訪れ再び賑わいを見せるようになった。しかし、2020年（令和2年）に新型コロナウイルス感染症が拡大すると観光バスのツアー客は激減。2020年度の訪問者数は約15万人にとどまった。減少幅を広げた要因の一つとして、朝市の客層の8割から9割が県外からの観光バスのツアー客であったことが挙がっている。
新型コロナウイルス感染症の影響が一段落した2024年（令和6年）1月1日16時10分ごろ、能登半島地震が発生。この時点で多くの建物に被害が発生しており、更に同日18時ごろに「朝市通り」南側の店舗周辺から出火。現地で救助活動などを行っていた消防隊が直ちに消火活動に当たったが、地震による断水で消火栓が使えない、西側を流れる河原田川の水位が極端に下がり取水できない、大津波警報の発令や道路の寸断により近隣の消防隊が消火活動に加わることができないなど悪条件が重なり、翌1月2日午前に鎮圧宣言が発表されるまでの焼失面積は約5万800平方メートル、約300棟が焼損した。火災後、警察により行方不明者の捜索が行われ、1月9日からは改めて100人規模の体制で一斉捜索を開始。1月14日までに焼失箇所の90%近くの捜索を行った。焼け跡では2024年（令和6年）6月4日に建物の公費解体が始まった。
2025年（令和7年）5月には輪島朝市組合に輪島朝市復興協議会が設置された。